# Syn (mythologie)
Syn est une déesse (« Asynes ») de la mythologie nordique. On la retrouve dans l'Edda de Snorri :
| Ellifta Syn, hon gætir dura í höllinni ok lýkr fyrir þeim, er eigi skulu inn ganga, ok hon er sett til varnar á þingum fyrir þau mál, er hon vill ósanna. Því er þat orðtak, at syn sé fyrir sett, þá er maðr neitar. | La onzième est Syn: elle garde la porte dans le hall /du palais Glitnir/ et la referme devant ceux qui ne devraient pas entrer ; elle se fait également l'avocat de la défense lorsqu'elle veut rejeter une fausse accusation : de là vient l'expression qui dit que Syn s'avance lorsqu'un homme nie. |  |

Mis à part ces quelques phrases, la déesse est presque inconnue.